# 正慶
正慶（1332年四月二十八日至1333年五月二十五日）是日本北朝的年號之一。這個時代的天皇是後醍醐天皇與光嚴天皇，光嚴天皇由後伏見上皇實施院政。鎌倉幕府征夷大將軍為守邦親王、執權為北條守時。

## 改元
- 元弘二年四月二十八日（1332年5月23日）北朝改元正慶
- 北朝正庆二年/南朝元弘三年五月二十五日（1333年7月7日）南朝废止正庆年号

## 出處
- 《周易注》

## 紀年、西曆、干支對照表
| 正慶       | 元年     | 二年     |
| 南朝年號   | 元弘二年 | 元弘三年 |
| 儒略曆日期 | 1332年   | 1333年   |
| 干支       | 壬申     | 癸酉     |